# ニッビアーノ
ニッビアーノ（伊: Nibbiano）は、イタリア共和国エミリア＝ロマーニャ州ピアチェンツァ県アルタ・ヴァル・ティドーネに属する分離集落（フラツィオーネ）。
かつては独立したコムーネであったが、2018年1月1日にカミナータ、ペコラーラと合併して新自治体の一部となった。

## 地理

### 位置・広がり

#### 隣接コムーネ
コムーネとしてのニッビアーノは、以下のコムーネと隣接していた。括弧内のPVはパヴィーア県所属を示す。
- ボルゴノーヴォ・ヴァル・ティドーネ
- カミナータ
- カネヴィーノ (PV)
- ゴルフェレンツォ (PV)
- ペコラーラ
- ピアネッロ・ヴァル・ティドーネ
- ルイーノ (PV)
- サンタ・マリーア・デッラ・ヴェルサ (PV)
- ヴォルパーラ (PV)
- ザヴァッタレッロ (PV)
- ツィアーノ・ピアチェンティーノ